# Mariusz Luncik
Mariusz Luncik (ur. 1 maja 1971 w Toruniu) – polski piłkarz, grający na pozycji bramkarza. W Ekstraklasie rozegrał 59 meczów w barwach GKS Katowice, z tym klubem zdobył również Superpuchar Polski w roku 1995.